# Мосфильмовский район
Мосфи́льмовский — бывший муниципальный округ, затем район Москвы, просуществовавший с 1991 года по 1997 год. С 1991 года по 1995 год имел статус муниципального округа, в 1995 году преобразован в район. Ныне территория включена в состав района «Раменки» Западного административного округа Москвы.

## История
Муниципальный округ «Мосфильмовский» был создан после административной реформы 1991 года на части территории бывшего Гагаринского района Москвы и входил в состав Западного административного округа. После принятия закона «О территориальном делении города Москвы» в 1995 году получил статус района Москвы (в немного расширенных границах). Однако уже в 1997 году после предложения префекта Западного административного округа территория района была включена в состав района «Раменки».

## Границы муниципального округа
До 1995 года в граница муниципального округа «Мосфильмовский» проходила:
от пересечения Окружной железной дороги с Воробьёвским шоссе по Воробьёвскому шоссе, по Мосфильмовской улице, по Университетскому проспекту, по улицы Дружбы (исключая территорию Посольства КНР), по Ломоносовскому проспекту, по Мосфильмовской улице, по улице Улофа Пальме (исключая территорию посольства и гольфклуба), по руслу реки Сетунь, по западной границе микрорайона Потылиха, по 3-му Сетуньскому проезду, по 1-му Сетуньскому проезду, включая дома № 10-12, по 2-му Сетуньскому проезду, по руслу реки Сетунь, по северной границе жилой зоны до Воробьёвскому шоссе.

## Границы района
После 1995 года граница Мосфильмовского района проходила:
по оси Ломоносовского проспекта, далее по оси Минской улицы, юго-восточной границе полосы отвода Киевского направления МЖД, юго-западной границе полосы отвода Малого кольца МЖД, реке Москва, по оси Мичуринского проспекта до Ломоносовского проспекта.